# Western Dry Dock and Shipbuilding Company
La Western Dry Dock and Shipbuilding Company était un chantier naval qui a fonctionné de 1911 à 1993 à Port Arthur en Ontario, au Canada qui fait maintenant partie de Thunder Bay, sur le lac Supérieur.
Le chantier naval a été créé en 1909 et renommé en 1916 sous le nom de Port Arthur Shipbuilding Company. Le chantier a fermé en 1993. Il a rouvert en tant que chantier de réparation Lakehead Marine and Industrial, mais cette entreprise a échoué en 2014.
Sa cale sèche et ses ateliers ont été construits en 1910 et situés à Bare Point, à l'extrémité est du port de Thunder Bay. La société a construit et réparé de nombreux navires pendant ses années d'activité, y compris des navires de guerre pendant la Première et la Seconde Guerre mondiale.

## Histoire

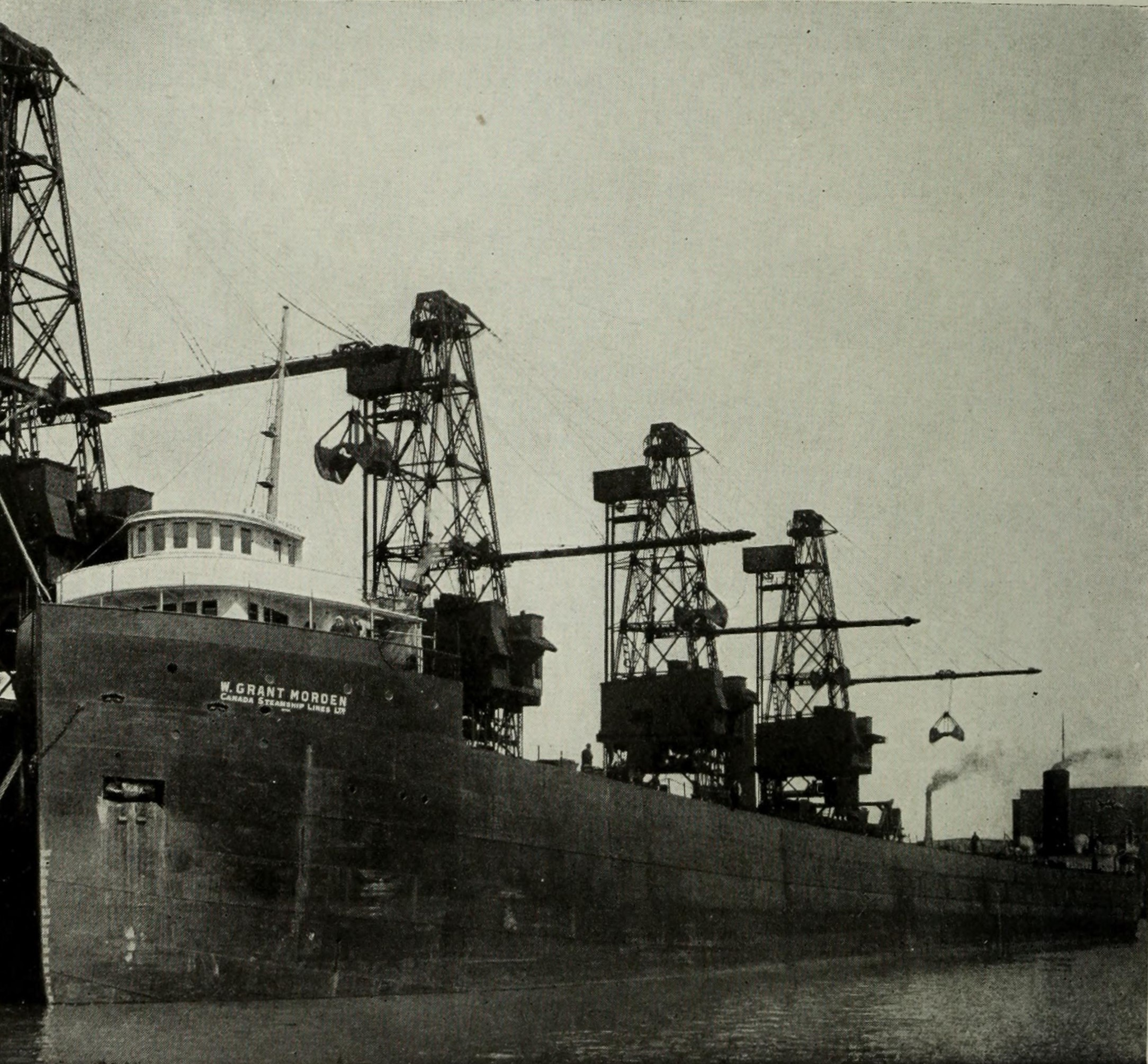
Le W. Grant Morden, premier navire canadien à porter le titre de "Queen of the Lakes", plus grand cargo des Grands Lacs

### Le début du chantier
L'entrepreneur James Whalen a créé l'entreprise en 1909. Des lettres patentes ont été délivrées à Port Arthur en février 1909 et la construction a commencé en 1910 après des négociations avec l'American Ship Building Company, qui a fourni des cadres supérieurs et des ouvriers qualifiés. Le coût initial était de 650 000 dollars canadiens. Les responsables de l'époque étaient James Whalen, président de 1910 à 1924, Irving S. Fenn de l'American Ship Building Company, secrétaire-trésorier, et Hugh Simms, surintendant.
Le premier navire à entrer en cale sèche fut le Dunelm, un cargo qui accosta le 16 avril 1911. Le premier navire à passagers fut le Hamonte, qui accosta le 29 juillet 1911. 1914 marque le lancement du W. Grant Norden, plus tard connu sous le nom de Donnacona, un navire de 625 pieds (191 m) qui a été entièrement construit à la cale sèche de l'Ouest. Pendant 20 ans, le W. Grant Norden a été le plus grand cargo construit au Canada sur les Grands Lacs. 1914 marque également la construction et le lancement du SS Sicamous et du SS Naramata, deux navires à vapeur qui naviguaient sur le lac Okanagan, en Colombie-Britannique.

### Début des années 1900
La société a construit de nombreux navires au cours des années suivantes, y compris des navires de guerre pour la Première Guerre mondiale. En 1916, elle a été acquise par John Burnham de Chicago, qui a changé le nom en Port Arthur Shipbuilding Company Limited. Pendant la récession des années 1920, la production et l'emploi ont chuté. Dix ans plus tard, la société est reprise par H.B. Smith et R.M. Wolvin, et les affaires sont en plein essor pendant la Seconde Guerre mondiale.

### Seconde Guerre mondiale
La Port Arthur Shipbuilding Company a construit et livré de nombreux navires et pièces pour la guerre. Il s'agissait notamment de neuf corvettes, de six dragueurs de mines de la classe Bangor, de 20 dragueurs de mines de la classe Algerine, de chaudières et de moteurs, et de nombreux composants d'avions. L'augmentation de l'activité a conduit à la construction de nouveaux bâtiments et équipements. Le nombre d'employés a atteint un sommet en juillet 1944, avec 2 150 employés (la moyenne était de 310).

### Déclin et fin
La société a été rachetée par Canada Steamship Lines Limited en 1946. Elle a continué à construire des navires, dont trois caboteurs, dont deux ont été livrés au gouvernement chinois, et six barges-trémies pour le gouvernement français. Les grandes constructions ont cessé après 1959, bien que la société ait continué à réparer et à rénover des navires. La société est devenue une filiale de Canadian Shipbuilding and Engineering Limited en 1987 et a fermé en 1993. Elle a rouvert sous la forme d'un chantier de réparation appelé Lakehead Marine and Industrial Inc. qui a continué à fonctionner jusqu'en 2014. Lakehead Marine and Industrial a annoncé sa faillite et a vendu ses actifs aux enchères en novembre 2014.

## Terrains et installations
La cale sèche mesurait 228 m de long et 30 m de large. Il y avait généralement 4,9 m d'eau au-dessus du seuil de la cale sèche, selon le niveau du lac Supérieur. La cale sèche était alimentée par deux pompes à courant continu de 200 chevaux-vapeur (150 kW) qui pouvaient vider la cale en quatre heures, déversant 3785 mètres cubes par heure.
L'entreprise disposait d'ateliers modernes pour les travaux d'usine, les machines à papier et à pâte, les travaux généraux d'atelier d'usinage, la construction métallique, l'électricité et le chauffage, les chaudières et les réservoirs, les pièces moulées en fer, en laiton et en aluminium. Au moment de sa construction, l'atelier d'usinage contenait la plus grande usine d'alésage vertical entre Toronto (Ontario) et Vancouver (Colombie-Britannique). L'usine couvrait 35 acres (141 600 m²) était située au nord du port de Lakehead. Il y avait 76 bâtiments avec une surface couverte de 28 000 m2.